# Etmopterus litvinovi
Etmopterus litvinovi  (лат.) — вид рода чёрных колючих акул семейства Etmopteridae отряда катранообразных. Обитает в Тихом океане на глубине до 1100 м. Максимальный зарегистрированный размер 61 см. Тело довольно коренастое с коротким хвостом, серо-бурого цвета, брюхо и нижняя часть головы чёрные. У основания обоих спинных плавников имеются шипы. Анальный плавник отсутствует.

## Таксономия
Впервые вид был описан в 1990 году. Голотип —  самка длиной 50,5 см, пойманная на подводном хребте Наска (25° 53' ю.ш. и 84° 34' з.д.) на глубине 1030—1050 м. Паратипы: самец и самка длиной 27,4 и 24 см, пойманные там же (24° 40' ю.ш. и 85° 29' з.д.) на глубине 630 м; самец длиной 51,9 см, пойманный там же на глубине 1050 м; самец длиной 42,2 см, пойманный там же на глубине 660 м; самец и самка длиной 20,7 и 26,8 см, пойманные там же (19° 39' ю.ш. и 80° 17' з.д.) на глубине 800 м; неполовозрелый самец длиной 44,5 см, пойманный там же (25° 21' ю.ш. и 85° 8' з.д.) на глубине 720 м; самец длиной 34,5 см, пойманный там же на глубине 660 м; самец длиной 42,6 см, пойманный там же на глубине 580—564 м; самки длиной 23,8 см, пойманные там же (19° 40' ю.ш. и 18° 18' з.д.) на глубине 980 м, самцы и самки длиной от 16,9 до 61 см, пойманные там же на глубине 940—1100 м. 

## Ареал
Встречается в юго-восточной части Тихого океана на подводных хребтах Наска и Сала-и-Гомес у берегов Перу и Чили. Эти глубоководные акулы встречаются на материковом склоне и подводных хребтах на глубине от 630 до 1100 м. Предпочитают песчаное дно.

## Взаимодействие с человеком
Вид не является объектом коммерческого промысла. Иногда в качестве прилова попадает в глубоководные сети. Пойманных акул, вероятно, выбрасывают за борт. Международным союзом охраны природы на 2024 год оценивается как вид, вызывающий наименьшие опасения.